# Catasticta truncata
Catasticta truncata är en fjärilsart som beskrevs av Percy I. Lathy och Rosenberg 1912. Catasticta truncata ingår i släktet Catasticta och familjen vitfjärilar.
Artens utbredningsområde är Venezuela. Inga underarter finns listade i Catalogue of Life.